# اچ‌ام‌اس کی۴
اچ‌ام‌اس کی۴ (به انگلیسی: HMS K4) یک زیردریایی بود که طول آن ۳۳۹ فوت (۱۰۳ متر) بود. این زیردریایی در سال ۱۹۱۷ ساخته شد.